# Institut de mathématiques de Toulouse
Pour les articles homonymes, voir IMT.
L'Institut de mathématiques de Toulouse (IMT) est une unité mixte de recherche du CNRS (UMR 5219), regroupant l'essentiel des chercheurs et enseignants-chercheurs en mathématiques à Toulouse. L'IMT constitue l'un des plus gros centres de mathématiques en France. En 2020, il comprend environ 200 membres permanents et 100 doctorants travaillant pour la plupart dans divers établissements de l'université de Toulouse et au CNRS. Les bâtiments principaux de l'IMT se trouvent sur le campus de l'université Paul-Sabatier (UPS).
L'IMT est constitué de six principales équipes de recherche :
- Analyse,
- Dynamique et géométrie complexe,
- Équations aux dérivées partielles,
- Géométrie topologie algèbre,
- Probabilités,
- Statistiques et optimisation.

L'IMT est responsable du prix Fermat et des Annales de la Faculté des Sciences de Toulouse.

## Histoire

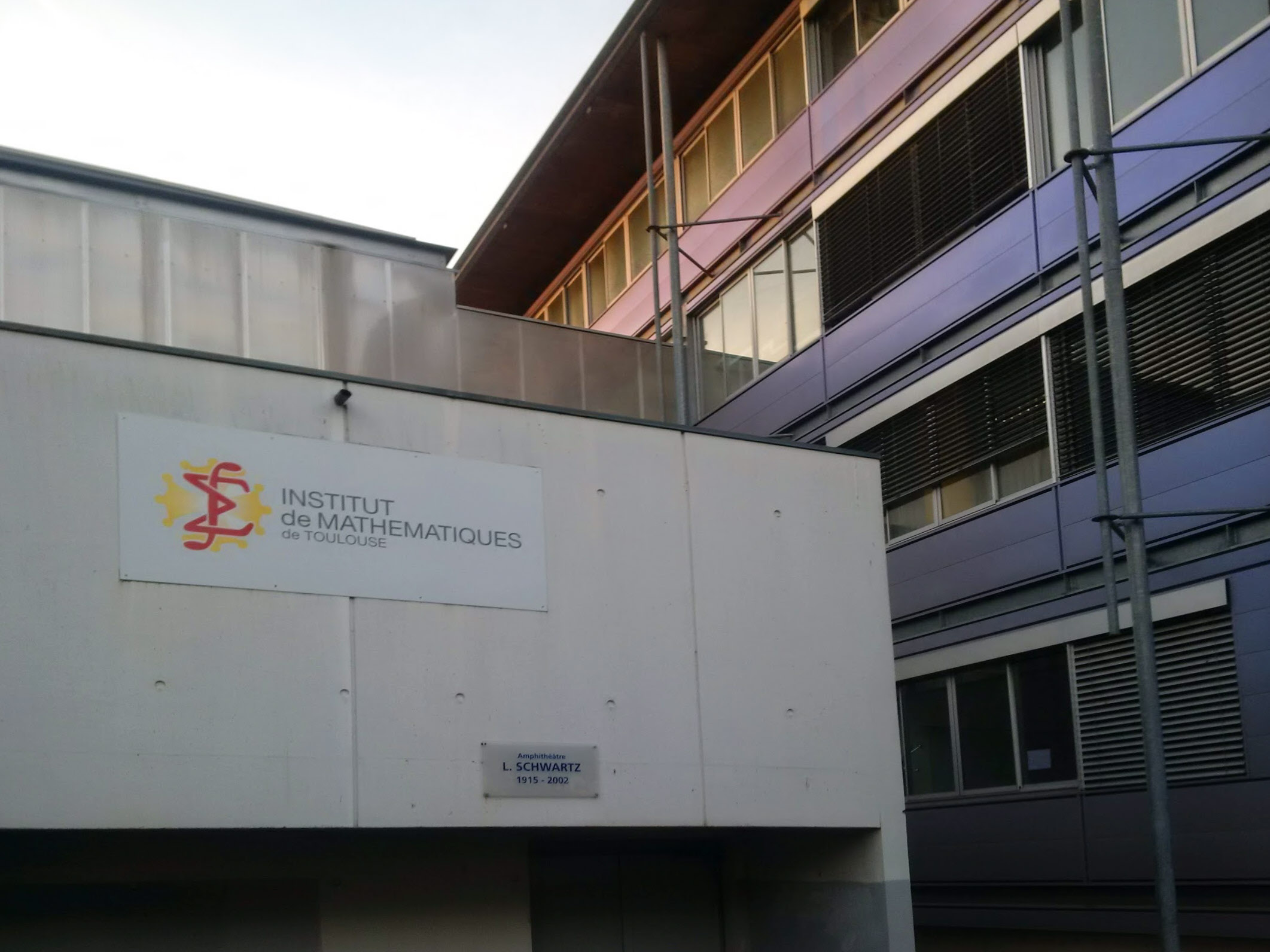
Institut de mathématiques de Toulouse, amphithéâtre Laurent Schwartz (mathématicien) (1915-2002).

Une fédération de laboratoires a d'abord été créée, sous le nom d'Institut de Mathématiques de Toulouse.
Au bout de quelques années, elle a engagé a la fusion, effective en 2007, en une seule unité mixte de recherche du CNRS (UMR) des trois UMR suivantes : le Laboratoire de Statistique et Probabilités (LSP), le laboratoire Mathématiques pour l'Industrie et la Physique (MIP) et le Laboratoire Émile Picard. Ces trois UMR et la fédération ont administrativement disparu, et le personnel de recherche a été divisé en trois équipes éponymes de la nouvelle UMR, qui porte le même nom que l'ancienne fédération : Institut de Mathématiques de Toulouse (IMT). 
En 2020 a été inaugurée une nouvelle répartition en équipes : Analyse, Dynamique et géométrie complexe, Équations aux dérivées partielles, Géométrie topologie algèbre, Probabilités, Statistiques et optimisation.  
Directeurs successifs de la fédération IMT (années de direction) : Henri Caussinus (1996-2000), Jean-Pierre Ramis (2001-2004) puis Pierre Degond et Michel Ledoux (2005-2006).
Directeurs successifs de l'UMR IMT (années de direction) : Michel Ledoux (2007-2008), Michel Boileau (de) et Jean-Pierre Raymond (2009-2010), Patrick Cattiaux (2011-2013), Serge Cohen (2013-2016), Vincent Guedj (2017-2019), Franck Barthe (2020-2025), Xavier Buff (depuis 2025).